# Рейд на Дьеп
Рейд на Дьеп (англ. Dieppe Raid) или Битва за Дьеп; также операция «Раттер» (англ. Operation Rutter), позднее — операция «Юбилей» (англ. Operation Jubilee) — высадка морского десанта вооружённых сил Великобритании и Канады на французское побережье Ла-Манша.
В операции участвовали около 6000 пехотинцев, в основном канадцы из 2-й канадской пехотной дивизии, при поддержке британского военно-морского флота и военно-воздушных сил.
Высадка началась 19 августа 1942 года в 5 часов утра, а уже к 9 часам командование союзников было вынуждено отдать приказ к отступлению. Операция закончилась быстрым и сокрушительным поражением союзников. Из 6086 высадившихся десантников 3623 были убиты, ранены или захвачены в плен (всего около 60 %). Военно-воздушные силы союзников потерпели неудачу в сражении с воздушными силами немцев и потеряли 106 самолётов; немецкие военно-воздушные силы, по сообщению немцев, потеряли 48 самолётов.

## Военно-стратегическая ситуация
После эвакуации из Дюнкерка в 1940 году англичане приступили к разработке наступательных операций. Эта работа включала в себя разработку техники и оборудования для морского десантирования и его прикрытия с моря. В конце 1941 года предлагалось высадить 12 дивизий в районе Гавра, что позволило бы несколько ослабить немецкий натиск на Востоке. После вступления США в войну Комитет начальников штабов США на волне оптимистического настроя, подогреваемого настроениями политического руководства США, начал разрабатывать планы открытия фронта боевых действий в Европе, несмотря на скептицизм британцев. В частности, были предложены планы «Облава» (англ. Roundup) и «Кувалда» (англ. Sledgehammer). Первый предполагал полномасштабную высадку 48 дивизий не позднее апреля 1943 года, второй — захват одного из крупных портов (Бреста или Шербура) осенью 1942 года с последующем накоплением войск на плацдарме и прорывом вглубь Франции весной 1943 года. 
Целью операции, согласно официальной версии, было завладение и удержание порта Дьеп в течение времени, достаточного для того, чтобы можно было собрать сведения от военнопленных и оценить немецкую реакцию, а также разрушить прибрежные оборонительные сооружения, портовые здания и другие объекты. Позднее Операция «Раттер» была представлена как средство изучения проблем, возникающих при захвате морского порта с использованием средств десантирования.

## Ход операции
Высадка десанта осуществлялась в четырёх зонах на побережье, обозначенных с востока на запад как Синяя, Красная, Белая и Зелёная. Королевский Канадский полк высаживался в Синей зоне. Основные силы, высаживающиеся в Красной и Белой зонах, состояли из Королевского Гамильтоновского полка лёгкой пехоты, Эссекского шотландского полка, полка Ле Фьюзилье Мон-Рояль, батальона Королевских Морских Коммандос и 14-го Канадского танкового полка. Южно-Саскачеванский полк и Собственный Её Величества Камеронский Горский Канады высаживались в Зелёной зоне.
Флот союзников состоял из 8 эсминцев, канонерок, эскортировавших десантные суда, и катеров. Он покинул южное побережье Англии в ночь на 18 августа. Предварительно тральщики разминировали проход в Ла Манше.
Высадка десанта началась 19 августа в 4:50 с атаки на две артиллерийские батареи, находящиеся на флангах основной зоны высадки. Одновременно началась атака на Варенжвиль 4-м батальоном коммандос, Пурвиль — Южным Саскачеванским полком и Личным Королевским полком Камеронских Горцев Канады, Пюа — Королевским канадским полком и Берневаль — 3-м батальоном коммандос.
Нападавшие исходили из того, что немецкие береговые части не ожидают атаки, но, как сообщалось позже, в Пуа и Берневалле в 03:48 была поднята тревога из-за перестрелки, начавшейся в пределах береговой видимости, когда во время следования в направлении Пюи и Берневаля десантные суда и эскорт неожиданно для себя встретили на пути немецкий конвой и должны были вступить с ним в бой. Элемент внезапности был утерян.
В Берневалле только небольшая часть третьего батальона коммандос смогла высадиться и на короткое время вывести батарею из строя, загнав канониров в бункеры снайперским огнём. В Пуа высадка десанта задержалась: войска, понеся тяжёлые потери от пулемётного огня, застряли на береговой полосе. Четвёртый батальон коммандос, не встретив сопротивления, стал единственным подразделением, выполнившим свою задачу — захват береговой батареи Варенжвилля. В Пуарвилле канадцы высадились, также не встретив серьёзного сопротивления, но не в намеченном месте. В результате они опоздали с началом штурма города. В том же самом месте через 30 минут высадился второй канадский батальон. Он начал продвижение вглубь материка, но скоро был оттеснён подоспевшими войсками противника.
В 05:20 начался основной штурм Дьепа подразделениями двух канадских полков, которых поддерживали танки. Высадка происходила под прикрытием дымовой завесы, поставленной английской авиацией.
Пехота высадилась вовремя, однако слабый огонь поддержки показал немцам, что танки запаздывают с высадкой. Первая волна штурма была отбита. Только небольшое количество пехоты и шесть танков достигли города, но они были остановлены завалами на дорогах и подоспевшими частями истребителей танков — артиллеристами из состава немецкой 10-й танковой дивизии. Танки «Черчилль» оказались в безнадёжном положении: они застряли в узких улицах города и, лишённые поддержки пехоты, были встречены сильным противотанковым огнём. В результате прорвавшиеся танки были уничтожены или брошены своими экипажами. Основная часть танков так и не преодолела укреплений береговой полосы и была уничтожена огнём береговой артиллерии и ударами пикирующих бомбардировщиков.
Генерал Робертс отдал приказ к отступлению, и последние участники десанта, так и не успев высадиться, повернули обратно. Общее отступление началось в 11:00 и продолжалось под сильным огнём противника до 14:00.
Все время операции над зоной высадки велись воздушные бои с участием 945 самолётов с обеих сторон. Потери англичан составили 106 самолётов (555 пилотов убитыми и ранеными). Люфтваффе потеряло 48 самолётов.

## Результаты
Из 4963 канадских пехотинцев 3367 были убиты или захвачены в плен. Британские коммандос потеряли 275 человек. Английский флот потерял один эсминец, 33 десантные баржи и 550 человек. Немцы же потеряли, как выяснилось позже, всего 561 человека убитыми и ранеными. Неудача Дьепской операции повлияла на подготовку союзников к операции «Факел» и операции «Оверлорд». Некоторые западные историки считают эту операцию прологом к «Оверлорду». Уцелевшие участники операции привлекались к подготовке последующих морских десантов союзников.
После поражения войск Великобритании стало ясно, что второй фронт, которого требовал Сталин, в Западной Европе еще не может быть создан в 1942 году. В целом стало очевидно, что немецкие войска отреагировали очень быстро и смогли организовать сильное и эффективное сопротивление, с которым наступавшие западные союзники еще не могли справиться. Немецкий главнокомандующий на Западе Герд фон Рундштедт в сентябре писал в своем приказе: «Подобно тому, как мы получили ценный опыт со дня Дьеппа, противник получил его точно таким же образом. Подобно тому, как мы теперь оцениваем опыт на будущее, так и враг будет делать то же самое, а может быть, даже в большей степени, так как он дорого купил свой опыт и очень горько заплатил за него».